# Luiz Adriano
Luiz Adriano de Souza da Silva eller endast Luiz Adriano, född 12 april 1987 i Porto Alegre, är en brasiliansk fotbollsspelare som spelar som anfallare.

## Karriär

### Milan
Den 2 juli 2015 värvades Luiz Adriano av Milan, där han skrev på ett femårskontrakt.

### Palmeiras
Den 30 juli 2019 värvades Luiz Adriano av Palmeiras, där han skrev på ett fyraårskontrakt.

### Antalyaspor
I februari 2022 värvades Luiz Adriano av turkiska Antalyaspor, där han skrev på ett 1,5-årskontrakt.

### Återkomst i Internacional
I februari 2023 blev Luiz Adriano klar för en återkomst i Internacional, där han skrev på ett 1,5-årskontrakt.

### Vitória
I mars 2024 värvades Luiz Adriano av Vitória, där han skrev på ett ettårskontrakt. I juni 2024 lämnade Luiz Adriano klubben.

## Meriter
Internacional
- VM för klubblag: 2006

 Sjachtar Donetsk
- Ukrainsk mästare: 2007/2008, 2009/2010, 2010/2011, 2011/2012, 2012/2013, 2013/2014
- Ukrainsk cupvinnare: 2007/2008, 2010/2011, 2011/2012, 2012/2013
- Ukrainsk supercupvinnare: 2008, 2010, 2012, 2013, 2014
- Vinnare av Uefacupen: 2008/2009

 Milan
- Italiensk supercupvinnare: 2016

 Spartak Moskva
- Rysk mästare: 2016/2017
- Rysk supercupvinnare: 2017

 Palmeiras
- Vinnare av Campeonato Paulista: 2020
- Brasiliansk cupvinnare: 2020
- Vinnare av Copa Libertadores: 2020, 2021

 Brasilien U20
- Vinnare av Sydamerikanska U20-mästerskapet: 2007